# アバクロンビー (モニター・2代)
|          |                                             |
| 艦歴     |                                             |
| 発注     | 1941年4月4日                                |
| 起工     | 1941年4月26日                               |
| 進水     | 1942年3月31日                               |
| 就役     | 1943年5月5日                                |
| 退役     |                                             |
| その後   | 1954年12月24日にスクラップとして廃棄        |
| 除籍     |                                             |
| 性能諸元 |                                             |
| 排水量   | 7,850トン                                   |
| 全長     | 373.25 ft (113.77 m)                        |
| 全幅     | 89.75 ft (27.36 m)                          |
| 吃水     | 11 ft (3.4 m)                               |
| 機関     | パーソンズ式蒸気タービン、2軸推進、4,800 hp |
| 最大速   | 12.5ノット (14.4 mph)                       |
| 乗員     | 350名                                       |
| 兵装     |                                             |

アバクロンビー (HMS Abercrombie, F109) はイギリス海軍のモニター。ロバーツ級。艦名はジェームズ・アバークロンビー将軍に因む。この名を持つモニターとしては2隻目。

## 艦歴
第二次世界大戦中、モニター「テラー」は北アフリカの陸軍支援に従事し、1941年2月に戦没した。その働きが良かったため代艦が建造された。それがこの「アバクロンビー」である。設計は「ロバーツ」のものをもとに、近接兵器の増加、弾薬、清水などの搭載量増加、発電能力の強化、居住空間の拡充などの変更がなされている。
ニューカッスルのヴィッカース・アームストロング社で建造。1941年5月26日起工。1942年3月31日進水。主砲塔は「フューリアス」の予備砲塔が改修されて搭載された。その改修作業に時間がかかったことなどから、竣工は1943年5月5日となった。
ハスキー作戦（シチリア島侵攻）参加のため「アバクロンビー」は1943年7月4日にチュニスに到着した。「アバクロンビー」の担当はアメリカ軍の上陸支援であった。「アバクロンビー」は上陸の行われた10月10日から10月15日まで砲撃を行った。
続いてベイタウン作戦に参加したが、この作戦では「アバクロンビー」は砲撃を行う機会はなかった。次の作戦はアヴァランチ作戦（サレルノ上陸）で、「アバクロンビー」の任務はアメリカ軍のサレルノ湾南端への上陸支援であった。上陸は9月9日に行われ、「アバクロンビー」は砲撃を実施。同日、艦中央部右舷側のバルジの下で機雷が爆発。船体内部への被害はバルジによってほぼ食い止められたが、若干の浸水の他、15インチ砲の方位盤が落下するなどの被害があり、1名が負傷した。修理はイタリアとの休戦後にタラントで行われ、10か月を要した。
修理が完了した「アバクロンビー」は1944年8月15日にマルタ島に到着した。8月21日、マルタ南東沖で訓練中であった「アバクロンビー」は2度触雷。艦首の右側と後部の艦底に破孔が生じ、推進軸などが被害を受けた。修理はマルタで行われ、11か月要した。
修理後対日作戦に投入されることになるも終戦により引き返し、1945年11月6日にシーアネス着。
宿泊艦や砲術教練艦などとして使用された後、1954年11月22日に英国鉄鋼会社に引き渡され、T. W. ウォード社のバロウ造船所で解体となった。1954年12月24日、バロウ着。

## 要目
- 排水量：基準8536トン、満載9717トン
- 全長：373フィート4インチ（113.79m）
- 全幅：89フィート9インチ（27.36m）
- 機関：海軍式三胴缶2基、パーソンズ式単段減速ギアード蒸気タービン2基（4800軸馬力）、2軸
- 速力：設計、就役時12.25ノット、公試12.0ノット
- 乗員：士官20名、下士官兵440名
- 兵装（竣工時）：15インチ（38.1cm）砲2門（連装1基）、4インチ（102mm）砲8門（連装4基）、2ポンド砲16門、20mm機銃20挺
- 出典[4]